# 市川幸宏
市川 幸宏（いちかわ ゆきひろ）は放送作家。ドキュメンタリー、紀行、バラエティ、演芸、CM、VPなど。愛知県出身。早稲田大学卒業。日本脚本家連盟所属。

## 主な担当番組

### テレビ
- Railway Story
- 奇跡の地球物語
- 世界遺産
- 映画天国
- NEWS ZERO
- FBI・不健康撲滅委員会
- アナザーヒーロー
- てれび博物館 それってホント!?
- 日曜ビッグスペシャル
- 仲間由紀恵の感動!大好きブルガリア
- アナザーストーリーズ 運命の分岐点
- 偉人・素顔の履歴書
- TOKYO BRANDNEW DAYS
- テレビ日経おとなのOFF
- それいけ!アンパンマンくらぶ
- ヨーロッパ美酒・美食巡礼
- 2nd Life Train
- ブランドストーリー
- 画家×画家
- 世界の名画
- 欧州 美の浪漫紀行
- 発見!にっぽんの旅
- 日本列島!ハテナの旅
- 東京JOBS
- 激論!Sunday Cross
- 地球見聞録
- 古城のまなざし
- 乗り鉄おすすめ!鉄道トラベラーズ
- 乗り鉄トラベラーズ2ndシーズン
- 木村裕子の恋する鉄道修行旅-四国篇-
- 徹底活用!鉄道周遊切符の旅
- ヨーロッパ列車紀行 男の時刻表
- 欧州 音楽の旅路
- MOSAIC-CANADA-
- 私の美酒を探して…。
- ワールドカップニュース
- ローマを夢見たアンコールワット
- ダ・ヴィンチミステリー
- もうひとつの西郷どん物語
- 千と千尋の神隠し PR
- たそがれ清兵衛 PR

### ラジオ
- なかにし礼「明日への風」
- 松尾雄治のMONDAY FREE KICK
- 赤坂泰彦 TALK 2 TALK
- サンデー強啓 本日発売
- 吉田照美のびんびんタイムス
- 北澤豪 フィールド・オブ・ライフ
- ありがとう、先生!アナザーストーリー
- コリアンテナ

### Youtube
- プロ野球講談 三球勝負の松之丞

### CD
- 落語ファンタジー

### ゲーム
- どこでもいっしょ